# Ausdrehimpulsgerät

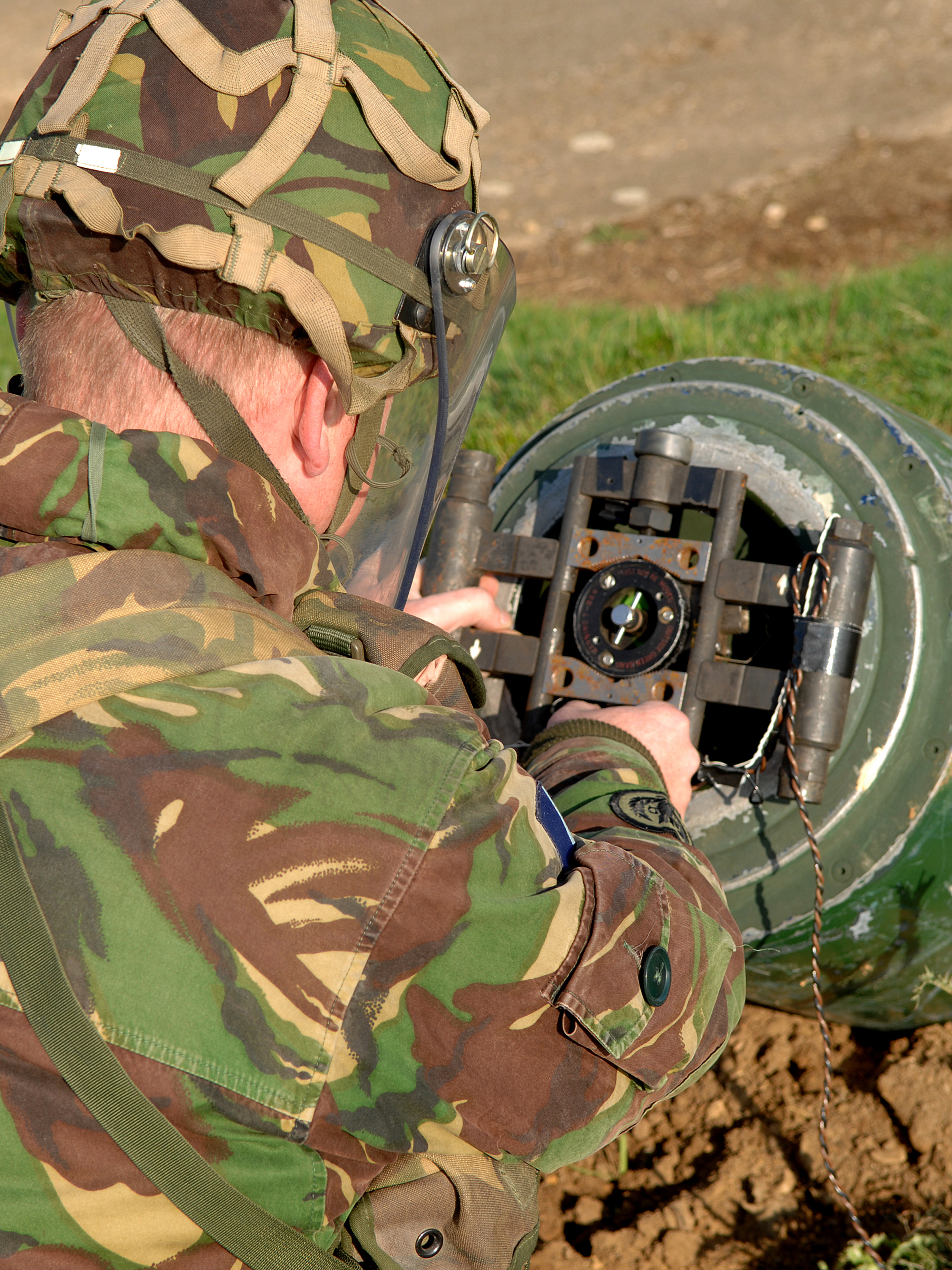
Britischer Soldat befestigt bei einer Übung eine Raketenklemme am Zünder einer Fliegerbombe

Ein Ausdrehimpulsgerät bzw. Raketenklemme ist ein pyrotechnisch angetriebenes Schraubwerkzeug. Mit dem Ausdrehimpulsgerät kann der Zünder eines Blindgängers herausgedreht werden.
Der Kampfmittelräumdienst befestigt das Ausdrehimpulsgerät an dem Zünder mit der dafür vorgesehenen Zwinge. An dieser Zwinge befindet sich links und rechts der Drehachse je ein Rohr, welches jeweils mit einer pyrotechnischen Kartusche befüllt wird. Die Treibladungsaustritte der Kartuschen sind dabei so angeordnet, dass bei Zündung – welche drahtgebunden aus sicherer Entfernung erfolgt – der Kartuschen-Rückstoß das Ausdrehimpulsgerät schlagartig in sehr schnelle Drehung versetzt, und so mit ihr den Zünder herausdreht, so dass die Sprengladung der Bombe nicht mehr zünden kann, auch wenn der Zünder auslöst.
Das schnelle Entfernen des Zünders mit hoher Drehgeschwindigkeit ist gerade bei alten, z. B. Weltkriegsbomben angebracht, weil bei Langzeitzündern der Schlagbolzen vorgespannt ist und ein Auslösen lediglich durch Kunststoffscheiben im Zünder verhindert wird. Diese können im Laufe der Jahrzehnte altern und brüchig werden, so dass alte Bomben schon bei kleinsten Erschütterungen explodieren können. Auch sind manche Zünder mit einer zusätzlichen Mechanik ausgestattet, welche die Zündung auslöst, sobald der Zünder herausgedreht wird.
Geräte dieser Bauart wurden bereits im Zweiten Weltkrieg von verschiedenen Kriegsparteien verwendet.